# Иннокентий (Ерохин)
Епи́скоп Инноке́нтий (в миру Вита́лий Ви́кторович Еро́хин; род. 17 ноября 1967, Успеновка, Амурская область) — архиерей Русской православной церкви, епископ Уссурийский, викарий Владивостокской епархии. Кандидат исторических наук. Член Русского географического общества.

## Биография
Родился 17 ноября 1967 года в селе Успеновке Бурейского района Амурской области в семье служащих совхоза. В 1985 году окончил Успеновскую среднюю школу. В 1985—1993 годах учился в Дальневосточном государственном университете по специальности «журналистика». В 1985—1987 годах проходил срочную службу в рядах Вооружённых сил СССР.
В 1987—1992 годах работал корреспондентом, заведующим отделом, ответственным секретарём редакции районной газеты «Советское Приамурье» (Амурская область), собственным корреспондентом областной газеты «Амурские вести». В 1992—1993 годах работал в Бурейском районном Совете народных депутатов. С 1993 по 1995 год являлся сотрудником городской газеты во Владивостоке, затем — коммерческой организации.
В мае 1993 года крестился в Свято-Никольском кафедральном соборе города Владивостока. В 1995 году принят на послушание ответственного секретаря епархиальной газеты «Приморский благовест» и иподиакона епископа Владивостокского и Приморского Вениамина (Пушкаря).
3 апреля 1997 года в Свято-Никольском кафедральном соборе города Владивостока епископом Владивостокским и Приморским Вениамином пострижен в монашество с именем Иннокентий в честь святителя Иннокентия, митрополита Московского. В 1997—2004 годах заочно обучался в Православном Свято-Тихоновском богословском институте, где получил диплом по специальности «религиоведение». С 1997 года — руководитель издательского и миссионерского отделов Владивостокской епархии.
7 июня 1998 года рукоположён во диакона в Свято-Никольском кафедральном соборе города Владивостока епископом Владивостокским и Приморским Вениамином. 3 января 1999 года рукоположён во пресвитера епископом Владивостокским и Приморским Вениамином. 8 февраля назначен клириком храма в честь священномученика Евсевия Самосатского Марфо-Мариинской женской обители города Владивостока. В сентябре 1999 года принят (по совместительству) на должность старшего преподавателя кафедры теологии и религиоведения Дальневосточного государственного университета по дисциплинам «Библеистика», «История христианской церкви», «Миссиология».
С 1999 по 2004 год — настоятель крестового храма в честь преподобного Сергия Радонежского.
С 1999 года — редактор епархиальной газеты.
В 2000—2004 годах — настоятель храма-часовни в честь святой мученицы Татианы города Владивостока.
С 2003 года — редактор епархиального сайта.
20 июня 2004 году возведён в сан игумена.
С 2004 года — старший священник Марфо-Мариинской женской обители города Владивостока.
С 2005 года — секретарь епархиального совета.
В 2005 году назначен преподавателем Владивостокского духовного училища по предметам «История Русской православной церкви Синодального периода», «Миссиология».
С 2007 года — член епархиального суда.
В ноябре 2008 года на III фестивале «Вера и слово» награждён медалью «1020-летие Крещения Руси» II степени.
В 2004—2009 годах проходил обучение в аспирантуре Православного Свято-Тихоновского гуманитарного университета.

### Архиерейство
26 июля 2010 года постановлением Священного синода определено быть епископом Уссурийским, викарием Владивостокской епархии.
6 декабря того же года в Александро-Невском соборе города Краснодара Патриархом Московским и всея Руси Кириллом возведён в сан архимандрита. В тот же день в Свято-Екатерининском соборе города Краснодара состоялось наречение, а 7 декабря в том же соборе за Божественной литургией — архиерейская хиротония, которую возглавил патриарх Кирилл. Ему сослужили митрополиты Саранский и Мордовский Варсонофий, Екатеринодарский и Кубанский Исидор; архиепископы Ростовский и Новочеркасский Пантелеимон (Долганов), Владивостокский и Приморский Вениамин (Пушкарь), Астраханский и Енотаевский Иона (Карпухин), Элистинский и Калмыцкий Зосима (Остапенко); епископы Майкопский и Адыгейский Тихон (Лобковский), Солнечногорский Сергий (Чашин).
8 февраля 2012 года в Православном Свято-Тихоновском гуманитарном университете по научным руководством Дмитрия Цыганкова защитил диссертацию на соискание учёной степени кандидата исторических наук по теме «Становление церковных институтов в Уссурийском крае во второй половине XIX — начале XX вв.» по специальности 07.00.02 — «Отечественная история».
С 11 по 25 июня 2012 года в Общецерковной аспирантуре и докторантуре проходил курсы повышения квалификации для новопоставленных архиереев.
В июле 2012 года назначен настоятелем Успенского храма города Владивостока.
С 8 декабря 2020 года является членом комиссии Межсоборного присутствия по богословию и богословскому образованию.
29 декабря 2022 года решением Священного Синода РПЦ включён в состав Издательского Совета Русской православной церкви

## Награды
- Медаль преподобного Сергия Радонежского I степени;
- Орден Преподобного Серафима Саровского III степени — «за усердные архипастырские труды и в связи с 50-летием со дня рождения» (2017)[12].

## Публикации
статьи
- Обретение иконы «Торжество Пресвятой Богородицы» // Журнал Московской Патриархии. 1998. — № 10. — C. 71-75.
- Под молитвенным покровом святого адмирала // Журнал Московской Патриархии. 2002. — № 11. — C. 29-36.
- Второй епархиальный съезд православных миссионеров во Владивостоке // Журнал Московской Патриархии. 2003. — № 2. — C. 18-19.
- III Миссионерский съезд Владивостокской епархии // Журнал Московской Патриархии. 2003. — № 12. — C. 16-19.
- Владивостокская и Приморская епархия // Православная энциклопедия. — М., 2004. — Т. VIII : Вероучение — Владимиро-Волынская епархия. — С. 617-621. — 39 000 экз. — ISBN 5-89572-014-5.
- ВЛАДИВОСТОКСКИЙ ВО ИМЯ ПРЕПОДОБНОГО СЕРАФИМА САРОВСКОГО МУЖСКОЙ МОНАСТЫРЬ // Православная энциклопедия. — М., 2004. — Т. VIII : Вероучение — Владимиро-Волынская епархия. — С. 622. — 39 000 экз. — ISBN 5-89572-014-5.
- ВЛАДИВОСТОКСКИЙ МАРФО-МАРИИНСКИЙ ВО ИМЯ ПРЕПОДОБНОМУЧЕНИЦЫ ВЕЛИКОЙ КНЯГИНИ ЕЛИСАВЕТЫ ЖЕНСКИЙ МОНАСТЫРЬ // Православная энциклопедия. — М., 2004. — Т. VIII : Вероучение — Владимиро-Волынская епархия. — 39 000 экз. — ISBN 5-89572-014-5.
- Выбор места для Свято-Троицкого мужского монастыря и колонизация Южно-Уссурийского края // Приморские образовательные чтения памяти святых Кирилла и Мефодия : сборник тезисов и докладов. Выпуск 4. Владивосток, 17 — 21 мая 2004 г. / ред. свящ. Ростилав Мороз [и др.]. — Владивосток: Издательство Дальневосточного университета, 2005. — C. 25—28
- Возрождение Владивостокской епархии и ее современное положение (1991—2005) // Христианство на Дальнем Востоке: Материалы междунар. науч.-практ. конференции / Хабаровская духовная семинария при поддержке правительства Хабаровского края. — Хабаровск: Хабаровская духовная семинария, 2006. — С. 145—150.
- История Уссурийского Свято-Троицкого Николаевского мужского монастыря // Журнал Московской Патриархии. 2006. — № 2. — C. 68—82.
- Распространение Православия в Приморье (1854 — гг.) // Сибирь на перекрестье мировых религий: Материалы III Межрегиональной науч.-практ. конф. / Федеральное агентство по образованию, Новосиб. гос. ун-т, Ин-т истории СО РАН, Ин-т археол. и этнограф. СО РАН. — Новосибирск: Изд-во Новосиб. ун-та, 2006. — С. 195—201.
- Роль схиигумена Алексия в распространении монашества на юге Дальнего Востока России // Приморские образовательные чтения памяти свв. Кирилла и Мефодия: Сб. тез. и докл. Вып. V. — Владивосток: Изд-во Дальневосточ. ун-та, 2007. — C. 25—30.
- Протоиерей Гавриил Вениаминов — первый начальник Амурской миссии // VI Приморские образовательные чтения памяти свв. Кирилла и Мефодия: Мат-лы Всерос. науч.-практ. конф. — Владивосток: Изд-во Дальневосточ. ун-та, 2007. — C. 19—23.
- Проблемы распространения Православия среди корейцев и китайцев в Приморье во второй половине XIX — начале XX вв. // Православие на Урале: Исторический аспект, актуальность развития и укрепления письменности и культуры: Мат-лы симпозиума с междунар. участием: V Славянский науч. собор «Урал в диалоге культур»: В 2 ч. — Ч. I. / Челяб. гос. акад. культуры и искусств; М-во культуры Челяб. обл. — Челябинск: Изд-во Челяб. гос. академии культуры и искусств, 2007.
- Деятельность епископов Камчатской епархии по строительству церквей в Приморье // VII Приморские образовательные чтения памяти святых Кирилла и Мефодия: материалы Всероссийской научно-практической конференции; Владивосток, 14 — 18 мая 2007 г. — Владивосток : Издательство Дальневосточного университета, 2007. — С. 28-34
- Проблемы управления Владивостокской епархией в начале XX в. // VIII Дальневосточные образовательные чтения, посвященные памяти святых Кирилла и Мефодия. Ч. 1. Материалы Всероссийской научной конференции «Актуальные проблемы изучения истории и культуры Православия» : Владивосток, 15 — 16 мая 2008 г. — Владивосток : Издательство Дальневосточного университета, 2009. — С. 92—98
- Духовно-нравственные и социальные предпосылки открытия в Приморье первых монастырей во второй половине XIX — начале XX вв. // Сибирь на перекрестье мировых религий: Мат-лы IV Межрегиональной науч.-практ. конф. / Федеральное агентство по образованию, Новосиб. гос. ун-т, Ин-т истории СО РАН, Ин-т археол. и этнограф. СО РАН. — Новосибирск: Изд-во Новосиб. ун-та, 2009.
- Нерукотворный образ Спасителя как основа иконописания и иконопочитания // Актуальные проблемы изучения истории и культуры Православия: сборник научных статей. Вып. 2 / Дальневосточные образовательные чтения, посвященные памяти святых Кирилла и Мефодия (9 ; 18 — 22 мая 2009 г. ; Владивосток); ред., сост. А. В. Здор. — Владивосток: Издательство Дальневосточного университета, 2010. — С. 19-28.
- Становление православной церкви в Приморье во 2-й половине XIX в. // Гуманитарные науки в Сибири. — 2010. — № 2. — С. 84—87.
- Православная церковь на юге Дальнего Востока России в середине XIX века: к вопросу о хронологии миссии // Гуманитарные науки в Сибири. — 2010. — № 3. — С. 81—83.
- Включение духовно-нравственного компонента в современный образовательный процесс: на примере Приморского края // Сборник статей межрегиональной научно-практической конференции «Формирование духовно-нравственных качеств личности на основе традиционных российских духовно-нравственных ценностей», Петропавловск-Камчатский, 10-12 декабря 2013 г. / Под общей редакцией Т. А. Синюшкиной. Петропавловск-Камчатский: Камчатский институт ПКПК, 2014. — С. 16-21.
- Православная Церковь и китайское население на Дальнем Востоке России во второй половине XIX — начале XX вв. // Сборник материалов Международной научно-практической конференции «XVII Иннокентьевские чтения», «Россия — Китай: вербализация культурных и духовных смыслов». Чита: Забайкальский государственный университет, 2014. С. 111—116.
- Инициативность священнослужителей в процессе развития церковной жизни на юге Дальнего Востока в конце XIX — начале XX вв. // Вестник Омской православной духовной семинарии / гл. ред. Н. В. Воробьева. — 2017. — Вып. 2. — С. 22-30.
- Формирование и принципы деятельности Владивостокской корейской миссии // Православие и корейцы: сборник статей / Авт.-сост. В. Пак, Г. Ким, В. Чен. — Владивосток: Изд-во Валентин, 2017. — С. 301—322.
- Священник Павел Лазарев - новомученик Владивостокской епархии периода Гражданской войны // Сборник трудов Якутской духовной семинарии. — 2019. — № 6. — С. 92—99. — doi:10.24411/2686-9497-2019-00014.
- Исторические обстоятельства вокруг учреждения и открытия Владивостокской епархии в XIX в. // Сборник трудов Якутской духовной семинарии. — 2021. — № 13—14. — С. 90—102. — doi:10.24412/2686-9497-2021-13-14-90-102.
- Служение митрополита Евсевия (Никольского) на Дальнем Востоке в начале XX века как пример жертвенности архипастыря // Актуальные вопросы церковной науки. — 2023. — № 2. — С. 5—13.

книги
- Приморье православное: К 110-летию образования Владивостокской епархии / Под ред. В. В. Ерохина. — Владивосток: Изд-во Владивостокско-Приморской епархии, изд-во ЗАО «ЛИТ», 2008. — 200 с.: ил.
- Русская Православная Церковь в Уссурийcком крае: Очерки по истории Владивостокской епархии (вторая половина XIX в. — 1917 г.). — М.: Изд-во ПСТГУ, 2012. — 326 с. + вкл. (20,5 п. л.). ISBN 978-5-7429-0741-1
- Приморская митрополия в Тихоокеанской России: Фотоальбом / Под редакцией епископа Уссурийского Иннокентия (Ерохина В. В.), викария Владивостокской епархии. — Владивосток: Владивостокская епархия, изд-во «ЛИТ», 2012. — 136 с.